# Савёлово (Весьегонский район)
Савёлово — деревня в Весьегонском муниципальном округе Тверской области.

## География
Деревня находится в северо-восточной части Тверской области на расстоянии приблизительно 18 км на юг-юго-запад по прямой от районного центра города Весьегонск на правом берегу речки Кесьма.

## История
Известна с1646 года вотчинная деревня московского Симонова монастыря. Дворов 18 (1859 год), 25 (1889), 38 (1931), 32 (1963), 19 (1993), 13 (2008),. До 2017 года входила в состав Пронинского сельского поселения, с 2017 по 2019 год входила в состав Ивановского сельского поселения до упразднения последнего.

## Население
Численность населения: 110 человек (1859 год), 140 (1889), 156 (1931), 70 (1963), 22 (1993), 22 (русские 100 %) в 2002 году, 24 в 2010.